# Бакеевы
Бакеевы — дворянский род.
Предку рода Бакеевых, Афанасию Бакееву, в 1700 году по грамоте Петра I, учинен был поместный оклад 150 четвертей и велено его написать в список Яблоноцев в число детей боярских.
Равным образом и происшедшие от него потомки верстаны были поместными и денежными окладами и владели недвижимым имением. Определением Курского Дворянского Депутатского Собрания, род Бакеевых внесён в 6-ю часть родословной книги, в число древнего дворянства.

## Описание гербов

### Герб Бакеевых 1785 г.
В Гербовнике Анисима Титовича Князева 1785 года имеется изображение печати с гербом члена Вотчинного департамента (1790) Тихона Васильевича Бакеева: в красном поле щита с золотою каймою, серебряная змея свёрнутая в кольцо (польский герб Вонжик). Щит увенчан коронованным дворянским шлемом с клейнодом на шее. Нашлемник: наполовину, девица в розовом платье, с зелеными букетами в растопыренных руках (нашлемник польского герба Наленч). Цветовая гамма намёта не определена.

### Герб. Часть X. № 106
Щит разделён на три чисти, из коих в первой в голубом поле изображены три серебряные шестиугольные звезды, во второй части в серебряном поле крепость натурального цвета, а в третьей части в золотом поле дерево дуб.
Щит увенчан дворянскими шлемом и короной. Нашлемник: три страусовых пера. Намёт на щите голубой, подложенный серебром.

## Известные представители
- Бакеев Иван — воевода в Верее в 1669 г.